# Siphona trichaeta
Siphona trichaeta là một loài ruồi trong họ Tachinidae.